# Lista planetelor minore: 77001–78000
| Nume                                            | Denumire provizorie                             | Data descoperirii                               | Locul descoperirii                              | Descoperitor(i)                                 |                                                 |                                                 |                                                 |                                                 |                                                 |                                                 |                                                 |                                                 |                                                 |                                                 |                                                 |                                                 |                                                 |                                                 |                                                 |                                                 |                                                 |                                                 |                                                 |                                                 |                                                 |                                                 |                                                 |                                                 |                                                 |                                                 |                                                 |                                                 |                                                 |                                                 |                                                 |                                                 |                                                 |                                                 |                                                 |                                                 |                                                 |                                                 |                                                 |                                                 |                                                 |                                                 |                                                 |                                                 |                                                 |
| 77001–77100 Lista planetelor minore/77001–77100 | 77001–77100 Lista planetelor minore/77001–77100 | 77001–77100 Lista planetelor minore/77001–77100 | 77001–77100 Lista planetelor minore/77001–77100 | 77001–77100 Lista planetelor minore/77001–77100 | 77101–77200 Lista planetelor minore/77101–77200 | 77101–77200 Lista planetelor minore/77101–77200 | 77101–77200 Lista planetelor minore/77101–77200 | 77101–77200 Lista planetelor minore/77101–77200 | 77101–77200 Lista planetelor minore/77101–77200 | 77201–77300 Lista planetelor minore/77201–77300 | 77201–77300 Lista planetelor minore/77201–77300 | 77201–77300 Lista planetelor minore/77201–77300 | 77201–77300 Lista planetelor minore/77201–77300 | 77201–77300 Lista planetelor minore/77201–77300 | 77301–77400 Lista planetelor minore/77301–77400 | 77301–77400 Lista planetelor minore/77301–77400 | 77301–77400 Lista planetelor minore/77301–77400 | 77301–77400 Lista planetelor minore/77301–77400 | 77301–77400 Lista planetelor minore/77301–77400 | 77401–77500 Lista planetelor minore/77401–77500 | 77401–77500 Lista planetelor minore/77401–77500 | 77401–77500 Lista planetelor minore/77401–77500 | 77401–77500 Lista planetelor minore/77401–77500 | 77401–77500 Lista planetelor minore/77401–77500 | 77501–77600 Lista planetelor minore/77501–77600 | 77501–77600 Lista planetelor minore/77501–77600 | 77501–77600 Lista planetelor minore/77501–77600 | 77501–77600 Lista planetelor minore/77501–77600 | 77501–77600 Lista planetelor minore/77501–77600 | 77601–77700 Lista planetelor minore/77601–77700 | 77601–77700 Lista planetelor minore/77601–77700 | 77601–77700 Lista planetelor minore/77601–77700 | 77601–77700 Lista planetelor minore/77601–77700 | 77601–77700 Lista planetelor minore/77601–77700 | 77701–77800 Lista planetelor minore/77701–77800 | 77701–77800 Lista planetelor minore/77701–77800 | 77701–77800 Lista planetelor minore/77701–77800 | 77701–77800 Lista planetelor minore/77701–77800 | 77701–77800 Lista planetelor minore/77701–77800 | 77801–77900 Lista planetelor minore/77801–77900 | 77801–77900 Lista planetelor minore/77801–77900 | 77801–77900 Lista planetelor minore/77801–77900 | 77801–77900 Lista planetelor minore/77801–77900 | 77801–77900 Lista planetelor minore/77801–77900 | 77901–78000 Lista planetelor minore/77901–78000 | 77901–78000 Lista planetelor minore/77901–78000 | 77901–78000 Lista planetelor minore/77901–78000 | 77901–78000 Lista planetelor minore/77901–78000 | 77901–78000 Lista planetelor minore/77901–78000 |
| ----------------------------------------------- | ----------------------------------------------- | ----------------------------------------------- | ----------------------------------------------- | ----------------------------------------------- | ----------------------------------------------- | ----------------------------------------------- | ----------------------------------------------- | ----------------------------------------------- | ----------------------------------------------- | ----------------------------------------------- | ----------------------------------------------- | ----------------------------------------------- | ----------------------------------------------- | ----------------------------------------------- | ----------------------------------------------- | ----------------------------------------------- | ----------------------------------------------- | ----------------------------------------------- | ----------------------------------------------- | ----------------------------------------------- | ----------------------------------------------- | ----------------------------------------------- | ----------------------------------------------- | ----------------------------------------------- | ----------------------------------------------- | ----------------------------------------------- | ----------------------------------------------- | ----------------------------------------------- | ----------------------------------------------- | ----------------------------------------------- | ----------------------------------------------- | ----------------------------------------------- | ----------------------------------------------- | ----------------------------------------------- | ----------------------------------------------- | ----------------------------------------------- | ----------------------------------------------- | ----------------------------------------------- | ----------------------------------------------- | ----------------------------------------------- | ----------------------------------------------- | ----------------------------------------------- | ----------------------------------------------- | ----------------------------------------------- | ----------------------------------------------- | ----------------------------------------------- | ----------------------------------------------- | ----------------------------------------------- | ----------------------------------------------- |

| Predecesor: 76001–77000 | Lista planetelor minore 77001–78000 Semnificații ale numelor: 77001–78000 | Succesor: 78001–79000 |